# Denis Štojs
Denis Štojs, slovenski spidvejist, * 23. januar 1978, Novo mesto. Denis je slovenski spidvejski reprezentant in član spidvejskega kluba AMD Krško.

## Uspehi

### Državno prvenstvo
- DP parov....................(Lekše/Štojs) 1996.....(3.mesto)
- DP posameznikov........(3.mesto)  leta 2004
- DP posameznikov....... (3.mesto)  leta  2008

### Svetovno prvenstvo
- Svetovno prvenstvo posameznikov (Speedway Grand Prix)
  - 2003 - 47.mesto (1 točka na eni VN)
  - 2005 - ni nastopil,bil je rezerva

- Reprezentančno SP  (Spidvejsko Svetovno prvenstvo  )
  - 2002 - 11.mesto (1 točka na Svetovnem prvenstvu leta 2002)
  - 2003 - 9.mesto (2 točki na Svetovnem prvenstvu leta 2003)
  - 2005 - 2.mesto na kvalifikacijah 2. kroga SP
  - 2006 - 2.mesto na kvalifikacijah 2. kroga SP
  - 2008 - 3.mesto na kvalifikacijah 2. kroga SP

### Evropsko prvenstvo
- Evropsko prvenstvo parov
  - 2004 -  Debrecen - 6.mesto (5 točk)...Izak Šantej (7 t.), Denis Štojs (5 t.)
  - 2007 - 4.mesto v  polfinalu 1

- Pokal evropskih klubskih prvakov
  - 2001 - 4.mesto v skupini  A